# Mistrzostwa Polski Seniorów w Lekkoatletyce 1920

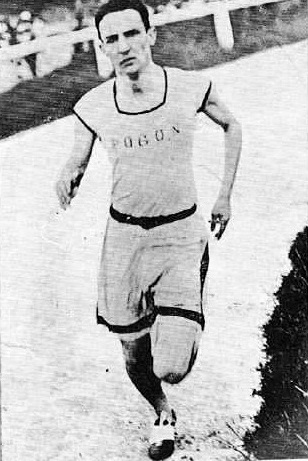
Zdzisław Latawiec, zdobywca trzech złotych i jednego srebrnego medalu

1. Mistrzostwa Polski Seniorów w Lekkoatletyce właściwie Mistrzostwa Główne Polski – zawody lekkoatletyczne, które zostały rozegrane w dniach 16 – 18 lipca 1920 roku we Lwowie. Areną zmagań sportowców był stadion Pogoni Lwów. W imprezie wystartowali tylko mężczyźni. Tytuły mistrzów kraju przyznano tylko tym lekkoatletom, którzy uzyskali wyniki lepsze od wcześniej ustalonych minimów uprawniających do startu w igrzyskach olimpijskich w Antwerpii. Wyczynu tego dokonali jedynie  Stanisław Sośnicki (bieg na 100 m), Wacław Kuchar (bieg na 800 m), Kazimierz Cybulski (skok o tyczce) i Sławosz Szydłowski (rzut dyskiem i rzut oszczepem). Ostatecznie, w związku z postępującą ofensywą Armii Czerwonej w wojnie polsko-bolszewickiej Polska nie wystartowała w igrzyskach w Belgii. Na mistrzostwach ustanowiono osiem nowych rekordów Polski.

## Geneza
11 października 1919 w Krakowie powołano do życia Polski Związek Lekkiej Atletyki – pierwszą organizację sportową w niepodległej Polsce. Władze związku, którego siedzibą został Lwów – miasto będące wówczas centrum krajowej lekkoatletyki – były zdania, że istnieje konieczność organizacji zawodów popularyzujących dyscyplinę oraz będących sprawdzianem poziomu i umiejętności sportowców. W związku z tym postanowiono, że w lipcu 1920 roku we Lwowie zostanie zorganizowany pierwszy w historii krajowy czempionat. Przed mistrzostwami w odrodzonej Polsce istniało zaledwie kilka klubów lekkoatletycznych, których siedziby znajdowały się w Warszawie, Krakowie oraz Lwowie, a w całym kraju zarejestrowanych było 265 zawodników.

## Przebieg zawodów
Mistrzostwa odbywały się od piątku do niedzieli – 16, 17 i 18 lipca. Rywalizacja odbywała się w 19 konkurencjach, a dodatkowo rozegrano bieg sztafetowy 4 x 400 metrów, w którym wystąpiła reprezentacja Polski ustanawiając nowy rekord kraju czasem 3:41,6. Najliczniej był obsadzony bieg na 100 m – wystąpiło 15 zawodników w 4 przedbiegach. Najwięcej medali mistrzostw zdobył zawodnik warszawskiej Polonii Stanisław Sośnicki, który wygrał bieg na 100 metrów, skok wzwyż z miejsca, trójskok, skok w dal oraz skok w dal z miejsca. Mimo sukcesów lekkoatlety ze stolicy najwięcej medali zdobyli reprezentanci miejscowych klubów: Pogoni i Czarnych (w sumie wywalczyli 12 z 19 złotych medali). Rezultaty osiągnięte przez polskich lekkoatletów, mimo pobicia kilku rekordów kraju oraz ustanowienia najlepszych wyników w sezonie 1920 w Polsce, odbiegały od ówczesnych wyników ze świata.

## Rezultaty
| NR – rekord kraju \| PB – rekord życiowy \| SB – najlepszy wynik w sezonie 1920 \| NL – najlepszy wynik w tabelach Polski w sezonie 1920 |

| Konkurencja:               | 1. miejsce                                                                   | Rezultat           | 2. miejsce                          | Rezultat      | 3. miejsce                    | Rezultat |
| Bieg na 100 m              | Stanisław Sośnicki Polonia Warszawa                                          | 11,4 SB            | Edward Jakubowicz Czarni Lwów       | 11,8          | Elgin Scott Czarni Lwów       |          |
| Bieg na 200 m              | Janusz Habich Polonia Warszawa                                               | 24,2 PB SB         | Edward Jakubowicz Czarni Lwów       | 24,4 PB       | Felicjan Sterba Pogoń Lwów    |          |
| Bieg na 400 m              | Felicjan Sterba Pogoń Lwów                                                   | 55,0               | Janusz Habich Polonia Warszawa      | 55,1 SB       |                               |          |
| Bieg na 800 m              | Wacław Kuchar Pogoń Lwów                                                     | 2:04,6 NR SB PB    | Zdzisław Latawiec Pogoń Lwów        |               | Jan Baran Pogoń Lwów          |          |
| Bieg na 1500 m             | Zdzisław Latawiec Pogoń Lwów                                                 | 4:26,7 SB NL       | Juliusz Miller Czarni Lwów          |               | Tadeusz Dręgiewicz Pogoń Lwów |          |
| Bieg na 3000 m             | Zdzisław Latawiec Pogoń Lwów                                                 | 9:47,2 SB NL       | Jan Baran Pogoń Lwów                | 10:02,0 SB PB | Witold Wondrausch Czarni Lwów |          |
| Bieg na 3000 m drużynowo   | Pogoń Lwów Zdzisław Latawiec Jan Baran Tadeusz Dręgiewicz                    | 7 pkt.             |                                     |               |                               |          |
| Bieg na 5000 m             | Witold Wondrausch Czarni Lwów                                                | 18:12,8 PB         | Adam Welichowski Pogoń Lwów         | [ c ]         |                               |          |
| Bieg na 110 m przez płotki | Wacław Kuchar Pogoń Lwów                                                     | 18,0 SB PB         | Edward Jakubowicz Czarni Lwów       |               |                               |          |
| Sztafeta 4 × 100 m         | Polonia Warszawa Stanisław Sośnicki Wacław Gebethner Jan Loth Janusz Habich  | 48,2 NR            |                                     |               |                               |          |
| Sztafeta 4 × 400 m         | Polska · Felicjan Sterba · Wacław Kuchar · Edward Jakubowicz · Janusz Habich | 3:41,6 NR          |                                     |               |                               |          |
| Skok wzwyż                 | Tadeusz Kirchner Czarni Lwów                                                 | 1,555              | Stanisław Sośnicki Polonia Warszawa | 1,50          |                               |          |
| Skok wzwyż z miejsca       | Stanisław Sośnicki Polonia Warszawa                                          | 1,26               | Wacław Kuchar Pogoń Lwów            |               |                               |          |
| Skok o tyczce              | Kazimierz Cybulski Pogoń Lwów                                                | 3,21 =NR SB =PB NL | Leszek Pawłowski Czarni Lwów        | 3,10 SB PB    | Wacław Kuchar Pogoń Lwów      |          |
| Skok w dal                 | Stanisław Sośnicki Polonia Warszawa                                          | 6,19               | Wacław Kuchar Pogoń Lwów            | 6,13          |                               |          |
| Skok w dal z miejsca       | Stanisław Sośnicki Polonia Warszawa                                          | 2,87               | Kazimierz Cybulski Pogoń Lwów       | 2,82          | Sławosz Szydłowski Pogoń Lwów |          |
| Trójskok                   | Stanisław Sośnicki Polonia Warszawa                                          | 12,68 NR SB PB NL  | Wacław Kuchar Pogoń Lwów            | 12,18         |                               |          |
| Pchnięcie kulą             | Kazimierz Cybulski Pogoń Lwów                                                | 11,25 NR SB =PB NL | Sławosz Szydłowski Pogoń Lwów       |               | Tadeusz Kirchner Czarni Lwów  |          |
| Rzut dyskiem               | Sławosz Szydłowski Pogoń Lwów                                                | 37,75 NR SB PB NL  | Kazimierz Cybulski Pogoń Lwów       |               | Tadeusz Kirchner Czarni Lwów  |          |
| Rzut oszczepem             | Sławosz Szydłowski Pogoń Lwów                                                | 48,40 NR SB PB NL  | Tadeusz Kirchner Czarni Lwów        |               |                               |          |

## Klasyfikacja medalowa
Medale podczas mistrzostw Polski zdobyli reprezentanci tylko trzech klubów, a najwięcej krążków – 24 – przypadło w udziale lekkoatletom lwowskiej Pogoni.
| Miejsce | Klub             | Złoto | Srebro | Brąz | Razem |
| 1       | Pogoń Lwów       | 10    | 9      | 5    | 24    |
| 2       | Polonia Warszawa | 7     | 2      | 0    | 9     |
| 3       | Czarni Lwów      | 2     | 6      | 4    | 12    |